# حفلة مستهلات راقصة

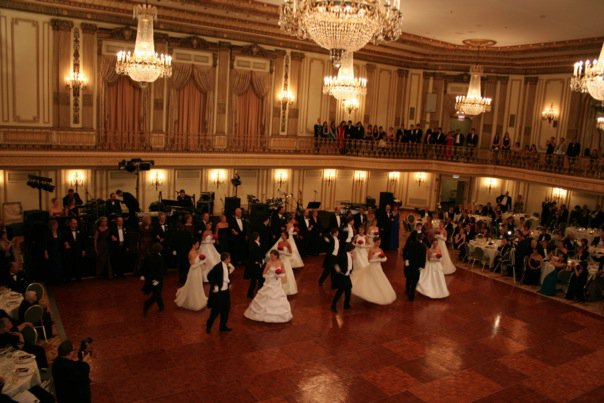
رقصة الفالس لمُستهلَّات

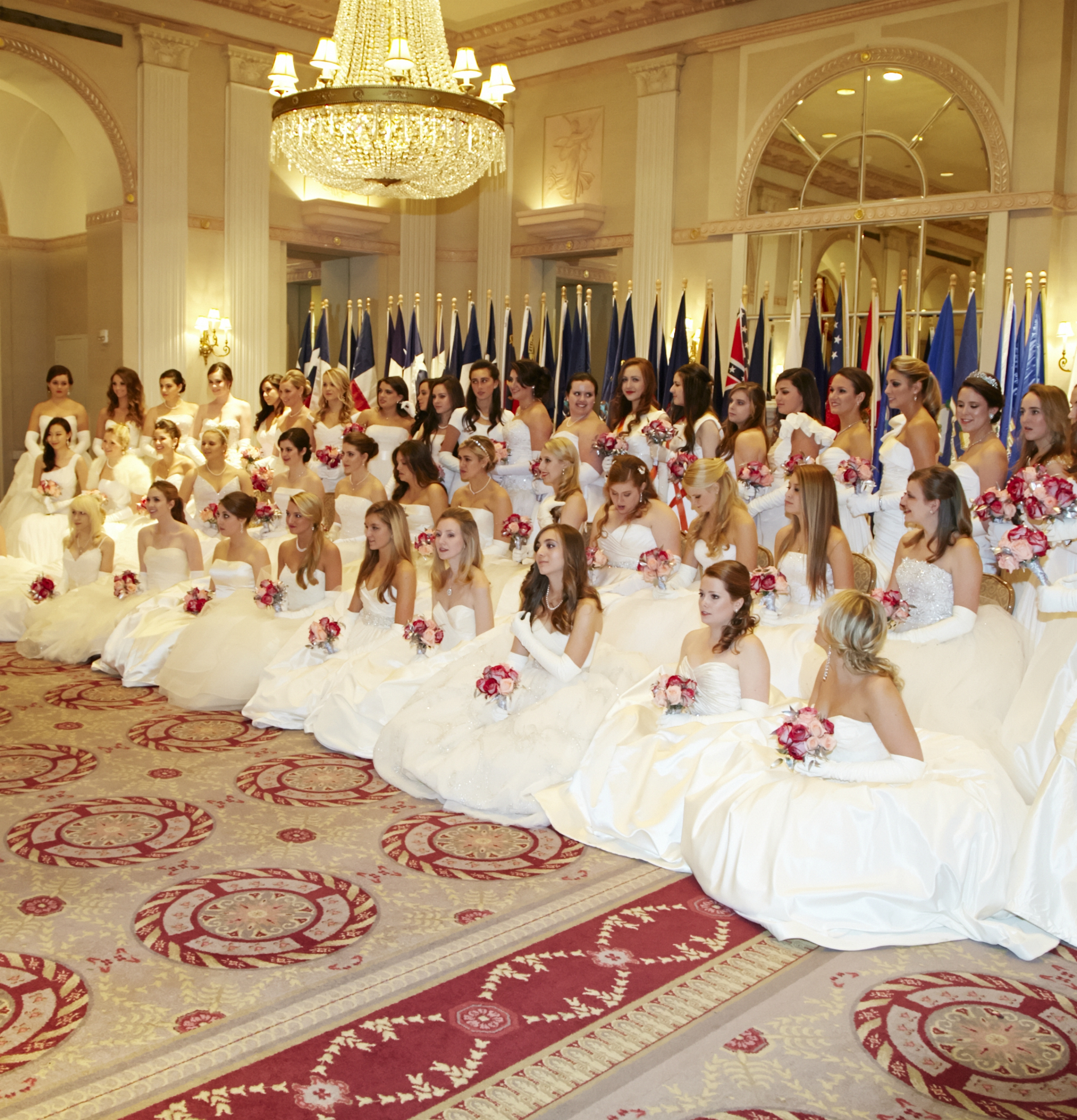

حفلة المُستهِلَّات الراقصة هي حفلة راقصة رسمية تتضمن تقديم المستهلَّات خلال الموسم عادةً خلال الربيع أو الصيف. قد تتطلب هذه الحفلة الراقصة تعليمًا مسبقًا في الآداب الاجتماعية والأخلاق المناسبة. نطام اللباس فيها هو ربطة عنق بيضاء وذيول للرجال، فستان حفلة أبيض نقي بطول الأرض للنساء. القفازات البيضاء الطويلة  عادة ما ترتديها الإناث  المُستهلات وتعد رمزًا لأنوثة الطبقة العليا.